# کمیته انقلاب اسلامی
کمیته انقلاب اسلامی یا کمیته‌های انقلاب اسلامی نخستین سازمان نظامی راه‌اندازی شده، پس از وقوع انقلاب ۱۳۵۷ بود، که در تاریخ ۲۳ بهمن ۱۳۵۷ با پیام سید روح‌الله خمینی تأسیس شد. کمیته انقلاب اسلامی در سال ۱۳۷۰ پس از تصویب قانون تشکیل نیروی انتظامی، منحل گردید و با ادغام کمیته با شهربانی و ژاندارمری، نیروی انتظامی جمهوری اسلامی ایران تأسیس شد.

## تاریخچه
پایگاه‌های اولیه تأسیس کمیته‌ها در مساجد محلات بود و در هر کمیته یک روحانی نقش سرپرستی داشت. محمدرضا مهدوی کنی اولین سرپرست کمیته‌ها بود.
این سازمان در آغاز تأسیس، بر پایه وابستگی به نهادهای اصلی قدرت، بدون هماهنگی با دولت مهدی بازرگان به خلع سلاح و تأمین امنیت برخی مراکز، مصادره اموال، تعیین مسئول برای برخی نهادها، دستگیری برخی مقامات سابق و سایر فعالیت‌های مشابه می‌پرداخت.
به دلیل تشکیل سریع سازمان و ضعف مدیریت و نظارت، موارد متعددی از نقض قوانین و حقوق بشر در ساختار کمیته‌ها روی داد، که از جمله مهمترین آن انتصاب اسماعیل افتخاری (معروف به اسمال تیغ‌زن) به فرماندهی یکی از کمیته‌های تهران بود.

## وظایف
وظایف و مأموریت‌های کمیته انقلاب اسلامی چنین ذکر شده بود:
1. مبارزه با عوامل و حرکت‌هایی که مخل امنیت کشور باشند، با هماهنگی وزارت اطلاعات.
2. همکاری با سپاه پاسداران انقلاب اسلامی (به تشخیص شورای امنیت) در جهت مبارزه با عوامل و جریان‌هایی که در صدد خرابکاری، براندازی نظام جمهوری اسلامی یا اقدام علیه انقلاب اسلامی ایران می‌باشند.
3. گزارش اخبار و اطلاعات امنیتی واصله به وزارت اطلاعات و اجرای مأموریتهای امنیتی محوله از طرف وزارت اطلاعات.
4. مبارزه قانونی با عوامل تهیه و توزیع و مصرف مواد مخدر و تهیه و توزیع کالاهای غیرمجاز و جریانهای منکراتی که در قانون مجازات اسلامی مندرج است.
  - تبصره: ژاندارمری و شهربانی موظفند حسب مورد با کمیته انقلاب اسلامی در انجام وظایف مذکور در این بند همکاری نمایند. کیفیت و موارد همکاری را شورای امنیت تعیین می‌نماید.
5. همکاری با ژاندارمری در جهت حفاظت و کنترل مرزهای کشور.
  - تبصره: موارد و میزان همکاری را شورای امنیت کشور تعیین می‌نماید.
6. اقدام همانند دیگر نیروها در جهت جمع‌آوری اسلحه و مهمات و تجهیزات و وسائل ارتباطی نظامی و انتظامی غیرمجاز.
7. نظارت بر اماکن عمومی در جهت اجرای مأموریتهای محوله.
  - تبصره ۱: کمیته انقلاب اسلامی در اجرای مأموریتهای مذکور در بندهای فوق به عنوان ضابط قوه قضائیه عمل خواهد نمود.
  - تبصره ۲: کمیته انقلاب اسلامی در اجرای مأموریتهای مذکور در بندهای فوق در صورت لزوم از نیروهای سازمان یافته بسیج مستضعفین سپاه‌پاسداران انقلاب اسلامی طبق تشخیص شورای امنیت یا شورای تأمین محل استفاده خواهد نمود. آیین‌نامه اجرای این تبصره را وزارتین سپاه و کشور تهیه و به تصویب شورای عالی دفاع خواهد رساند.
8. همکاری در امور امدادی با ارگانهای ذی‌ربط به هنگام بروز بلایا و حوادث غیر مترقبه.
9. همکاری با ارتش و سپاه در مواقع لزوم، موارد لزوم و کیفیت همکاری را شورایعالی دفاع تعیین می‌کند.
10. تربیت و تعلیم عقیدتی، سیاسی، نظامی، انتظامی پاسداران کمیته انقلاب اسلامی، در جهت کسب توان لازم به منظور انجام مأموریتهای‌محوله.

## فرماندهان
- محمدرضا مهدوی کنی از سال ۱۳۵۷ تا سال ۱۳۶۱
- علی فلاحیان از سال ۱۳۶۱ تا سال ۱۳۶۴
- احمد سالک از سال ۱۳۶۴ تا سال ۱۳۶۵
- سید سراج‌الدین موسوی از سال ۱۳۶۵ تا سال ۱۳۶۹
- مختار کلانتری از سال ۱۳۶۹ تا سال ۱۳۷۰